# Eduardo Verástegui
José Eduardo Verástegui Córdoba (Ciudad Victoria, 21 de maio de 1974) é modelo, cantor, ator e produtor de cinema.

## Biografia
Como modelo Eduardo desfilou para algumas das mais importantes grifes do mundo como Giorgio Armani e Versace. Em 2001 assinou um contrato com um gravadora "Universal Music Latino" para lançar seu álbum solo. 
Fez participações em séries, novelas e filmes como Bella (2006) vencedor do "Toronto Film Festival". Gravou um video clip com Jennifer Lopez, o hit "Ain't it Funny" de 2001, em que dança sensualmente, com a cantora pop.
Eduardo reafirmou seu catolicismo após realizar em Hollywood o filme "Chasing Papi", onde uma professora de Inglês fez ele refletir sobre o vazio de sua vida e perceber que, segundo nas suas palavras era "um vazio por dentro". O padre mexicano Juan Rivas, lhe ofereceu ajudar e ofereceu-lhe alguns livros que em que aos pouco Eduardo foi descobrindo a vida cristã. 
Começou a freqüentar diariamente a missa e de outro padre, o Padre Francisco, propôs uma confissão geral. Após uma longa preparação, Eduardo Verástegui fez uma confissão de três horas de duração com Padre Justin. Isso é o que o ator considera o seu segundo período de conversão. "Eu percebi que não nasceu para ser um ator ou qualquer outra coisa, mas para conhecer, amar e servir Jesus Cristo" disse ele.
Então, com a audácia de sua decisão ele vendeu todos os seus bens, e decidiu ir para o Brasil como um missionário, mas o padre Juan Rivas, fez ele ver que onde deveria estar era aonde estava em Hollywood, por que Cristo era ainda mais necessário do que na selva. Assim, Eduardo Verastegui criou com Leo Severino,  a produtora Metanoia Filmes para fazer filmes a serviço da esperança e da dignidade humana. 
O filme Bella é a primeira obra desta empresa, que ofereceram a Nossa Senhora de Guadalupe e que venceu o "Toronto Film Festival" contra todas as probabilidades.
Igualmente foi o produtor do filme, lançado em 2023, Sound of Freedom.
Ele também criou um estudo bíblico para atores e diretores, um encontro em Hollywood para aqueles que procuram algo mais do que fama. Por cinco anos, o mulherengo "latin lover" viveu feliz e radiante em castidade, se sente livre, reza o rosário e vai à missa diariamente, e apesar disso se tornou uma referência contra cultural no círculo de Hollywood. 
Eduardo Verástegui foi muito ativo na luta contra a liberalização da interrupção voluntária da gravidez, ele acredita que é um crime contra a humanidade e contra as mulheres. Tem participado em inúmeras campanhas de sensibilização e divulgação sobre a realidade do aborto. Nos últimos tempos ele tem sido declarado contrário à prorrogação da lei do aborto, promovida pela ministra espanhola para a igualdade Bibiana Aído. Ele se uniu a plataforma direito de viver, baseada na parceria com associação espanhola Hazteoir.org espanhol.

## Televisão
- Charmed (2004) - Sr. Right
- Karen Sisco (2003) - Tuck Rodriguez
- CSI: Miami (2003) - Jarod Parker
- Salomé (2001) - Eduardo
- Alma rebelde (1999) -  Emiliano Hernandez / Mauro Exposito
- Tres mujeres (1999) - Dr. Ramiro Belmont
- Soñadoras (1998) - Manuel
- Una luz en el camino (1998) - Daniel
- Mi querida Isabel (1997)

## Filmografia
- Sound of Freedom (2023)
- Bella (2006) - José
- Meet Me in Miami (2005) - Eduardo
- Chasing Papi (2003) - Thomas Fuentes